# Galovići
Galovići (cyr. Галовићи) – wieś w Serbii, w okręgu zlatiborskim, w gminie Kosjerić. W 2011 roku liczyła 209 mieszkańców.